# Francisco X. Alarcón
Francisco Xavier Alarcón (21 de febrero de 1954–15 de enero de 2016) fue un poeta y educador estadounidense. Es uno de los pocos poetas chicanos que ha obtenido reconocimiento escribiendo mayoritariamente en español dentro de los Estados Unidos. Sus poemas han sido traducidos a inglés, gaélico y sueco. Hizo numerosas visitas a escuelas públicas con el objetivo de ayudar, inspirar e influir a los jóvenes a escribir su propia poesía, especialmente porque sentía que los niños son poetas naturales.

## Vida
Alarcón nace en Wilmington, California en el seno de una familia de cuatro hermanos y dos hermanas. Se traslada a Guadalajara (México) con su familia cuándo tenía 6 años y regresa a California con dieciocho años. Alarcón siente que comenzó a ser escritor cuándo tenía quince años y empezó a transcribir las canciones que cantaba su abuela, que era hablante nativa de Nahuatl. Crecer en los Estados Unidos y México y experimentar ambas culturas, contribuyó al tipo de escritor en el que se convertiría.
Siendo joven,  se traslada al área de Los Ángeles. Recibe su diploma del instituto 'Cambria Adult School.' Trabaja en restaurantes y también como trabajador de granja emigrante. Durante este tiempo  asiste a la Escuela Universitaria del Este de Los Ángeles (East Los Angeles College).
Alarcón se graduó en la Universidad Estatal de California, Long Beach y Universidad Stanford Siendo universitario,  empieza a escribir poesía, siendo parte de muchas tertulias literarias en el área y también leyendo su poesía en varios locales. En Standford, entre 1978 y 1980,  edita la revista Vortice. En 1982, mientras estudiaba con una beca Fulbright en Ciudad de México, Alarcón descubrió cánticos aztecas traducidos por un sacerdote mexicano . Estos cánticos más tarde inspiraron la escritura de "Poemas de Culebra: Una invocación azteca". También conoce a su «compañero de alma», el poeta mexicano Elías Nandino, en su viaje a Ciudad de México. Alarcón quedó muy impresionado por cómo Nandino rechazaba esconder su homosexualidad. Durante su estancia en México, Alarcón estuvo implicado en el teatro de Ciudad de México mientras hacía investigación en Colegio de México. La subvención Fulbright también le dejó viajar Cuba.
En 1984, a Alarcón se le consideró sospechoso en el caso de asesinato del joven Teddy Gómez, quien fue asesinado el Golden Gate Park. Estuvo arrestado en prisión mientras duró la investigación del caso, y se estableció su fianza en 500.000$. Esta investigación fue considerada "discriminatoria". Alarcón opinaba que de haber sido blanco, nunca habría sido considerado sospechoso en el caso. Otros cuestionaron las acciones policiales, que fueron consideradas homofóbicas. Se hizo una colecta para recaudar fondos para su defensa legal, que fue organizada por Margarita Luna Robles. El gran número de personas que se congregaron para ayudar a Alarcón, que lo visitaron en la cárcel, que hablaron en su nombre o rezaron por él se puede considerar una muestra de cómo la comunidad chicana se puede apoyar en momentos difíciles. El verdadero asesino, William Melvin White, finalmente confesó, y Alarcón fue absuelto de todos sus cargos. Más adelante Alarcón denunció a la ciudad de San Francisco por el trauma causado durante esta investigación policial. Su libro "Tatoos" refleja su experiencia como sospechoso en este asesinato.